# نیکا ملیا

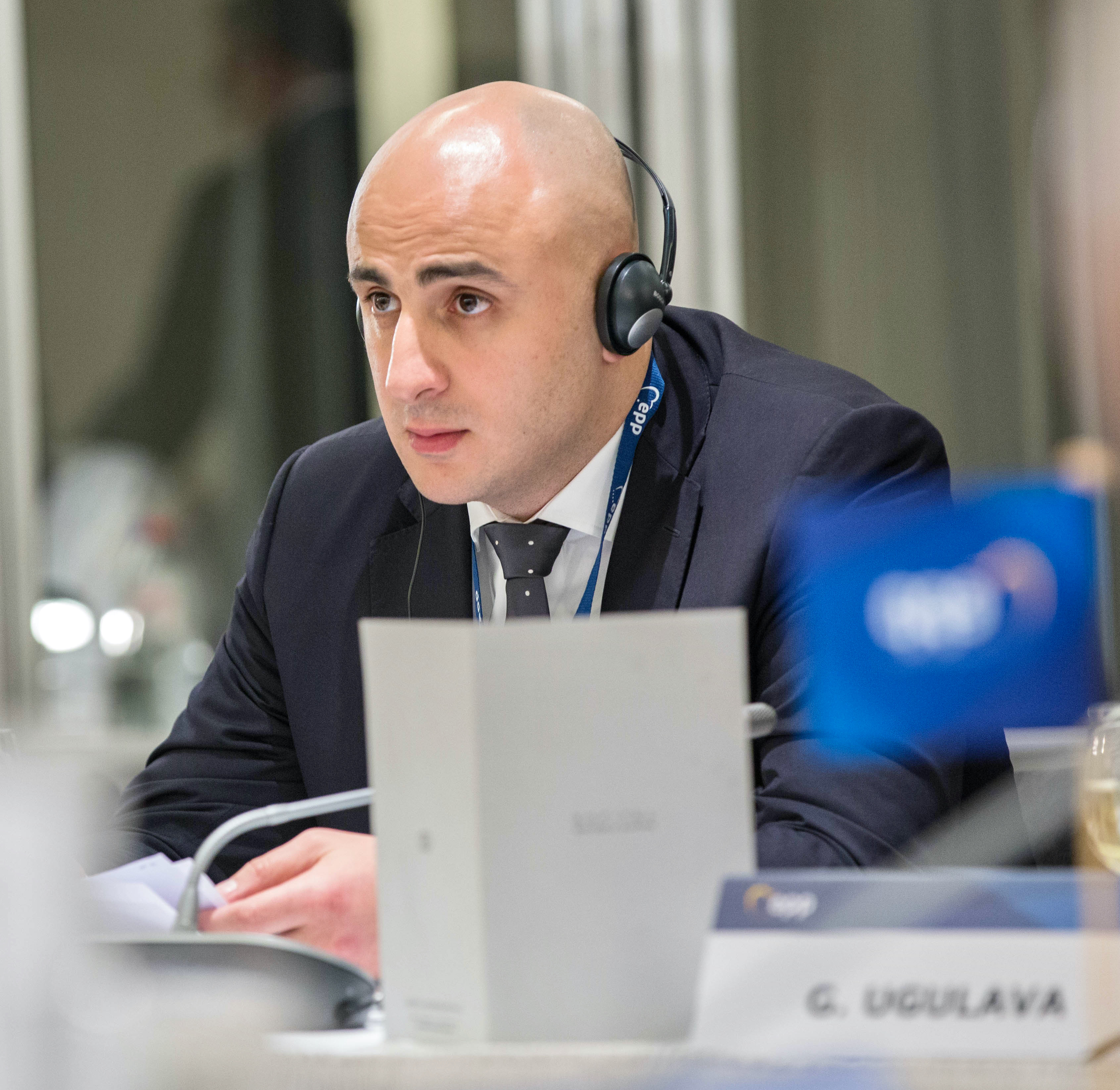
نیکا ملیا

نیکانور (نیکا) مِلیا (زاده ۲۱ دسامبر ۱۹۷۹) یک سیاستمدار گرجی و از جنبش ملی متحد در Parliament of Georgia (country) حضور دارد. وی دارای مدرک کارشناسی ارشد روابط بین‌الملل از دانشگاه آکسفورد بروکس است.
وی در ژوئن ۲۰۱۹ به اتهام توسعه خشونت دسته جمعی و مدیریت تظاهرات در تفلیس دستگیر شد و با قرار وثیقه ۳۰٬۰۰۰ دلاری آزاد شد.
در ۱۲ نوامبر ۲۰۱۹ دوره نمایندگی وی به حالت تعلیق درآمد.